# Michael Dunrod
Michael Dunrod (* 13. Februar 1968) ist ein ehemaliger Fußballspieler von St. Kitts und Nevis.

## Karriere

### Verein
Er spielte zumindest in der Saison 1997/98 beim Newtown United FC.

### Nationalmannschaft
Er hatte seinen einzigen bekannten Einsatz für die Nationalmannschaft von St. Kitts und Nevis am 19. Mai 1996 bei einem 1:0-Sieg über St. Lucia während der Qualifikation für die Weltmeisterschaft 1998. Er wurde hier in der 82. Minute für Vernon Sargeant eingewechselt.